# Physcomitrium splachoideum
Physcomitrium splachoideum là một loài Rêu trong họ Funariaceae. Loài này được (P. Beauv.) Brid. mô tả khoa học đầu tiên năm 1827.